# Silves Alto
Silves Alto es una despoblado español del municipio de Boltaña, comarca del Sobrarbe, en la provincia de Huesca, Aragón.

## Lugares de interés

### Ermita de San Bartolomé
Se trata de una nave rectangular a la que se accede desde la parte posterior del muro sur, anterior al siglo xix. El ábside tuvo dos vanos hoy tapiados. En una parte de la ermita se encuentra un mensaje que informa que en el año 1881 la ermita fue pintada.